# 르웨탄호

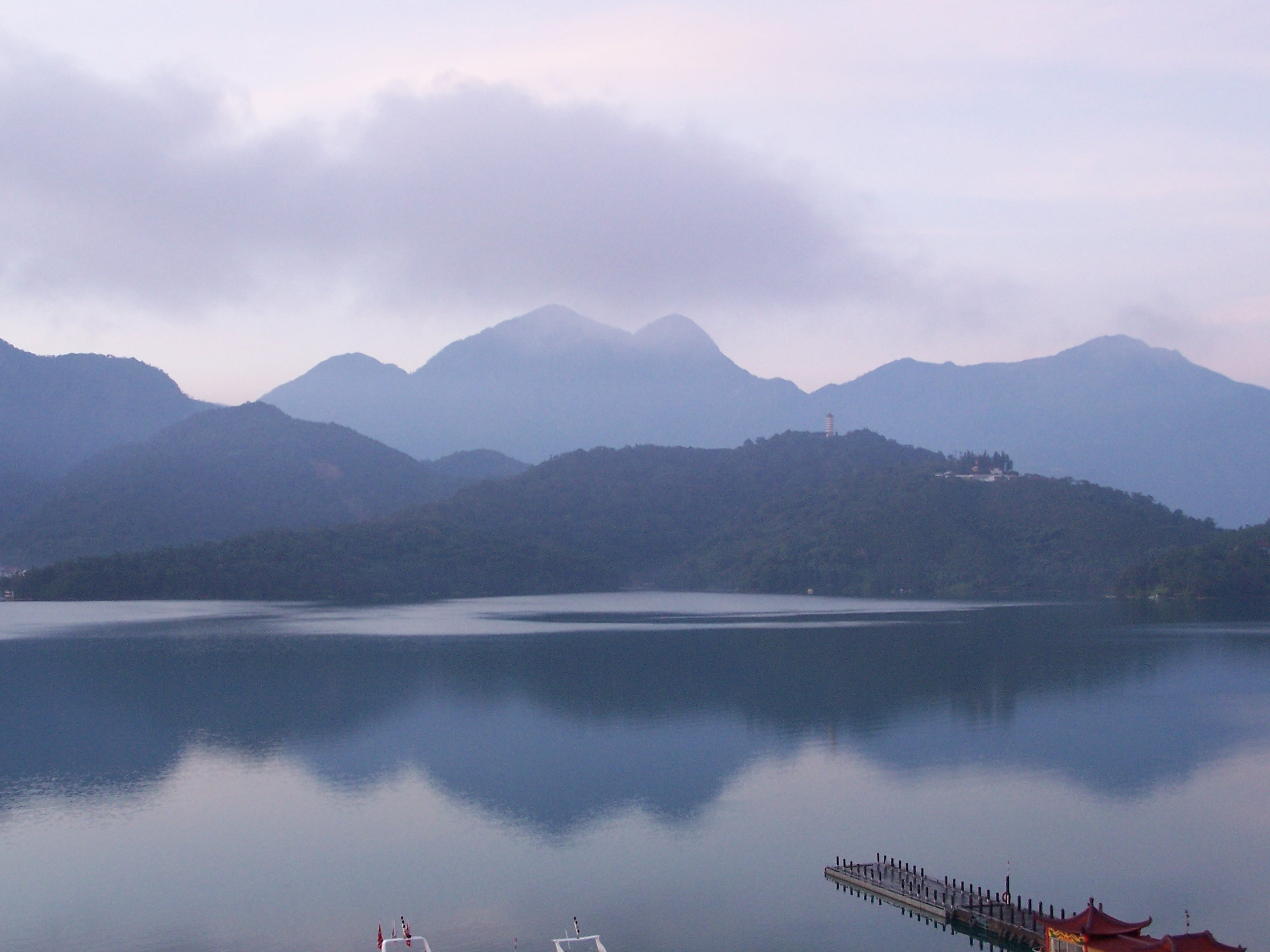
르웨탄호

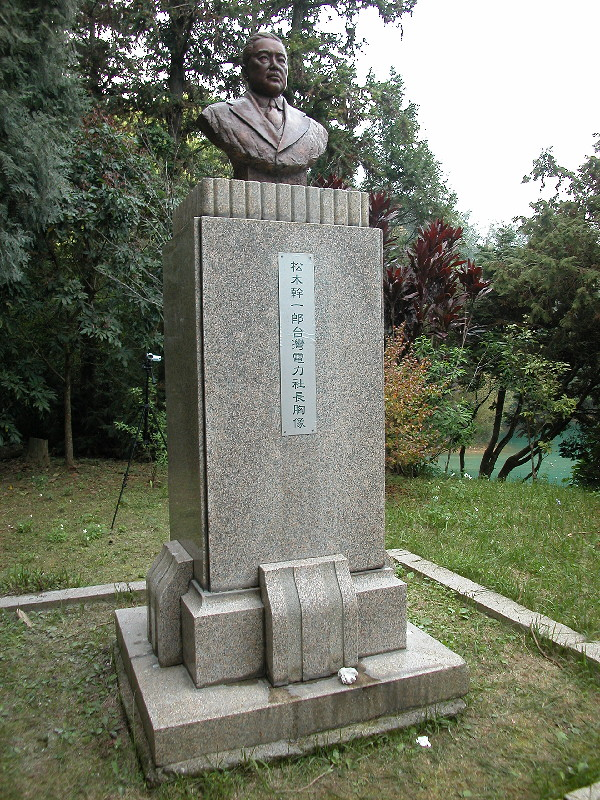
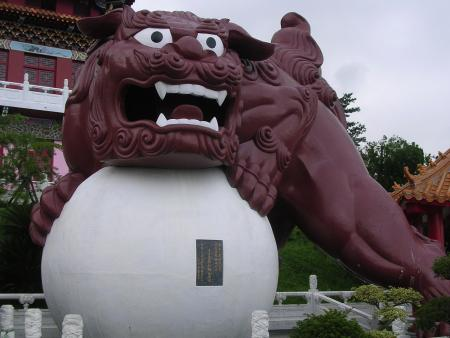
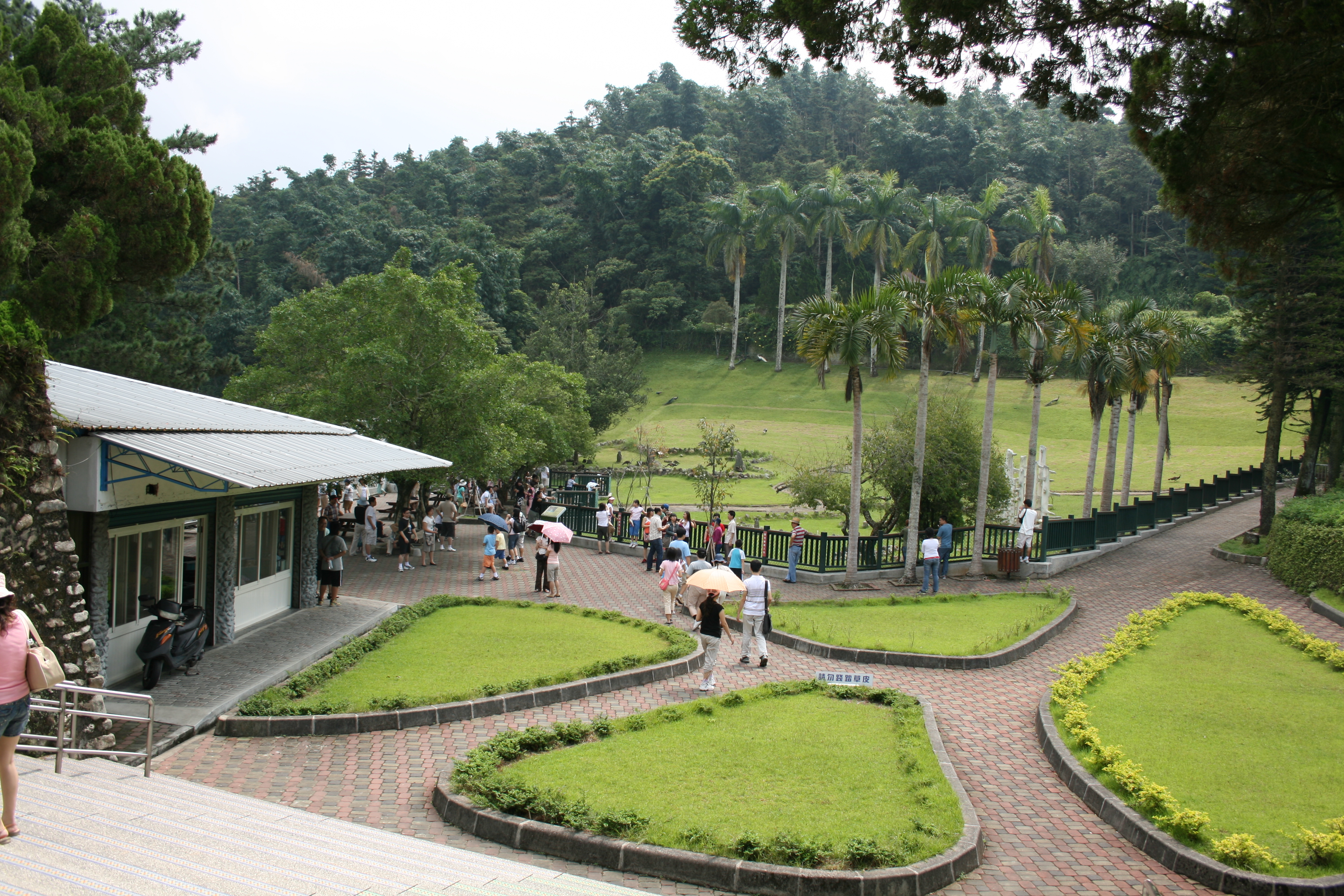
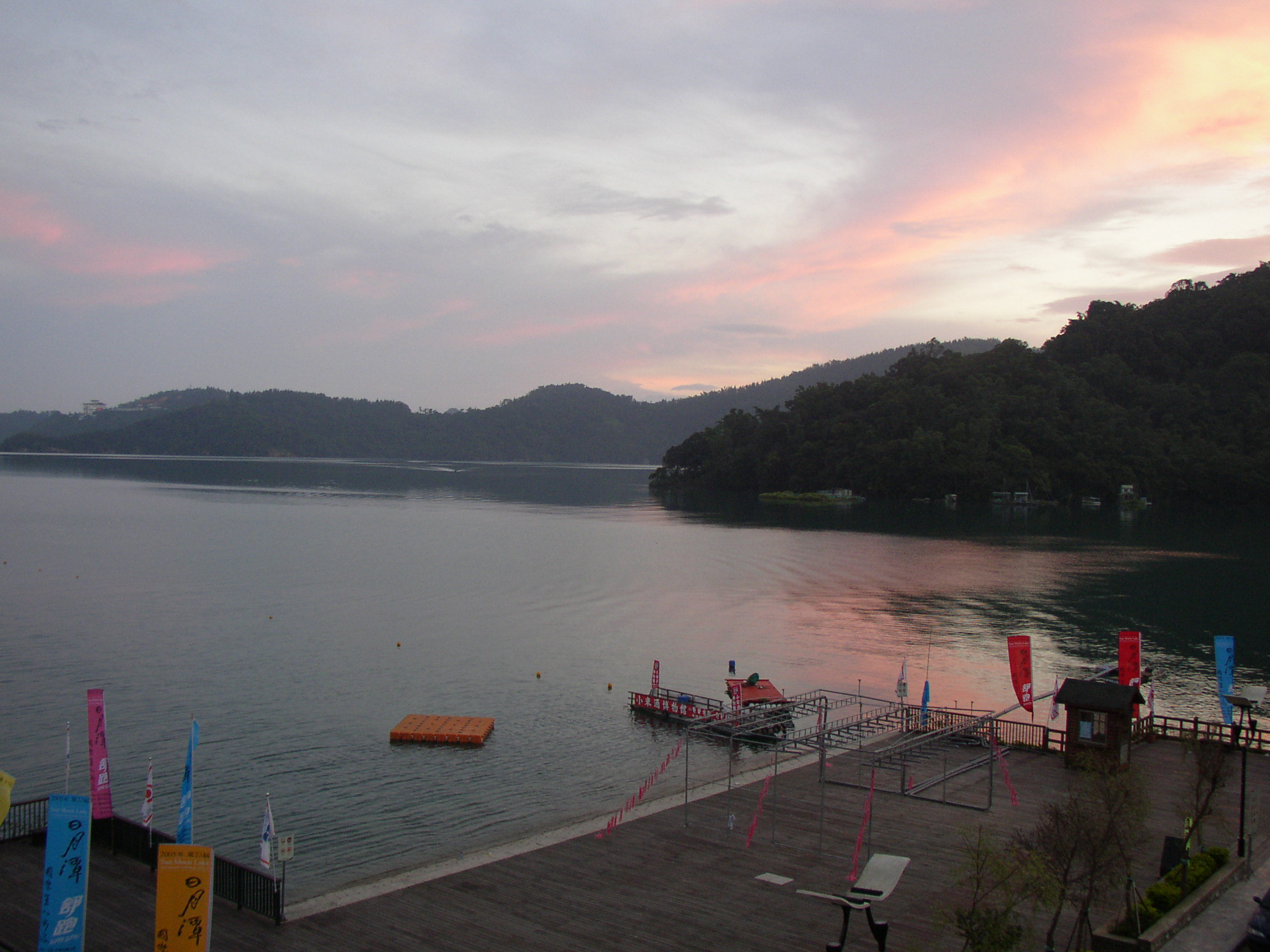
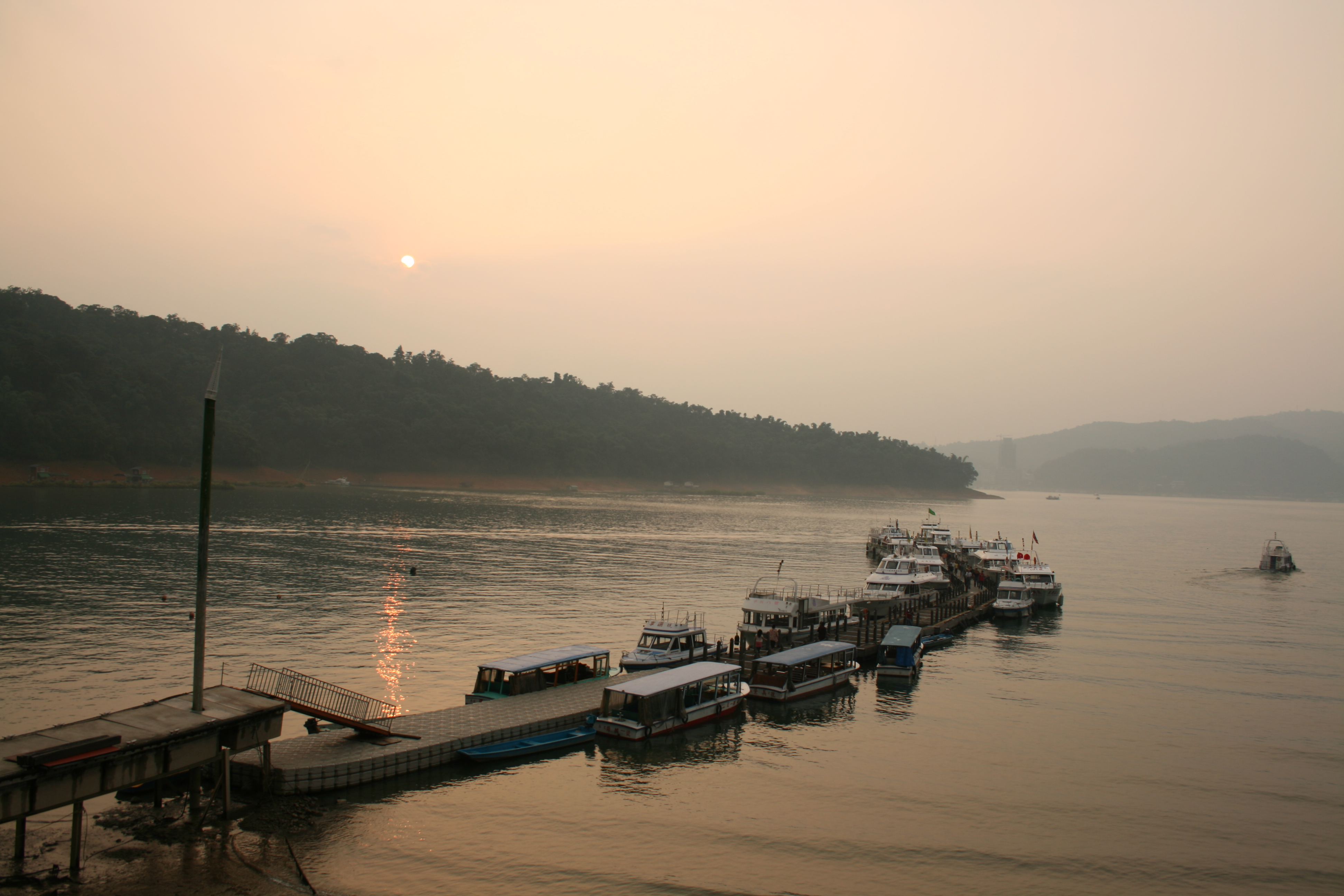
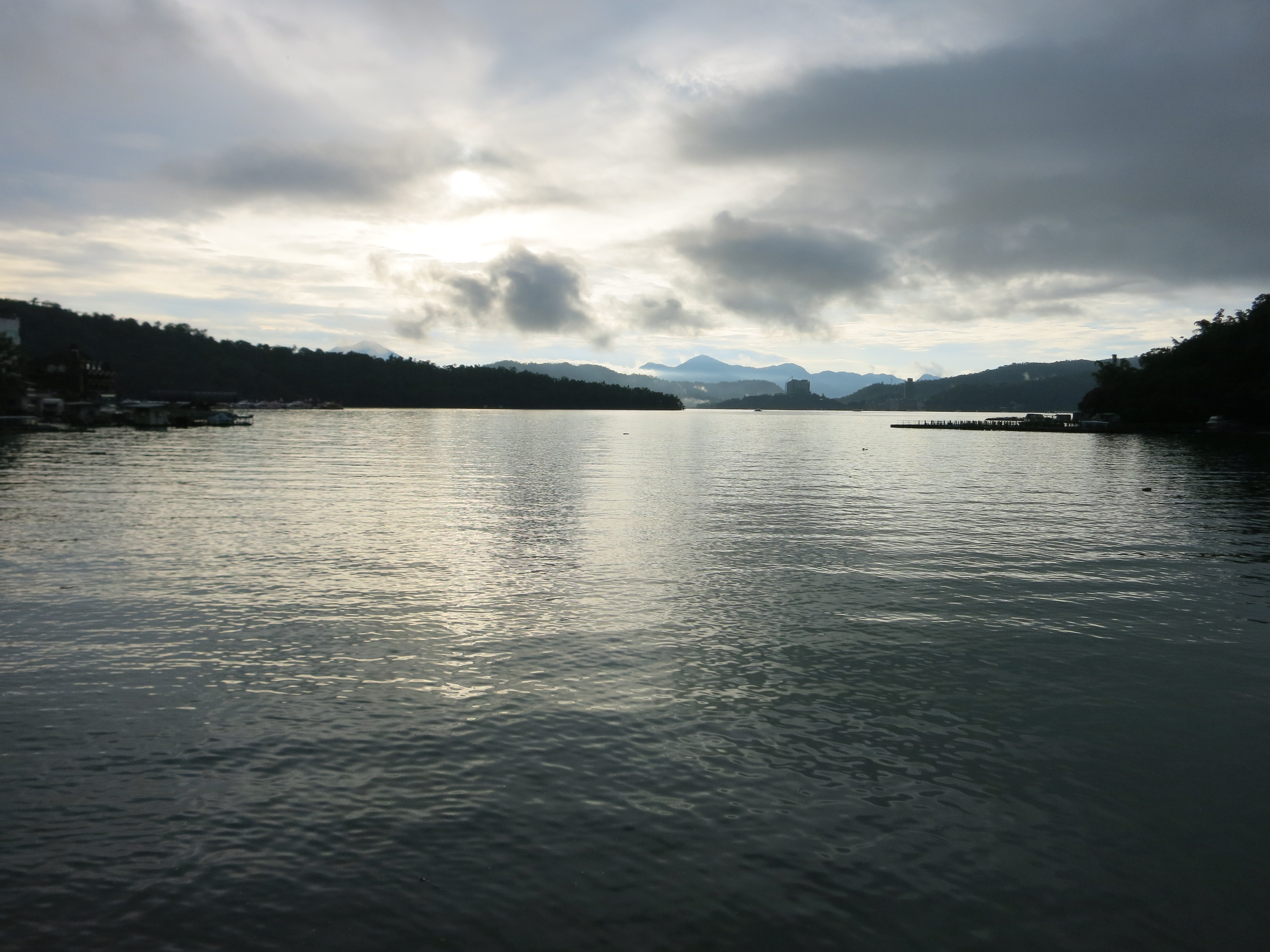
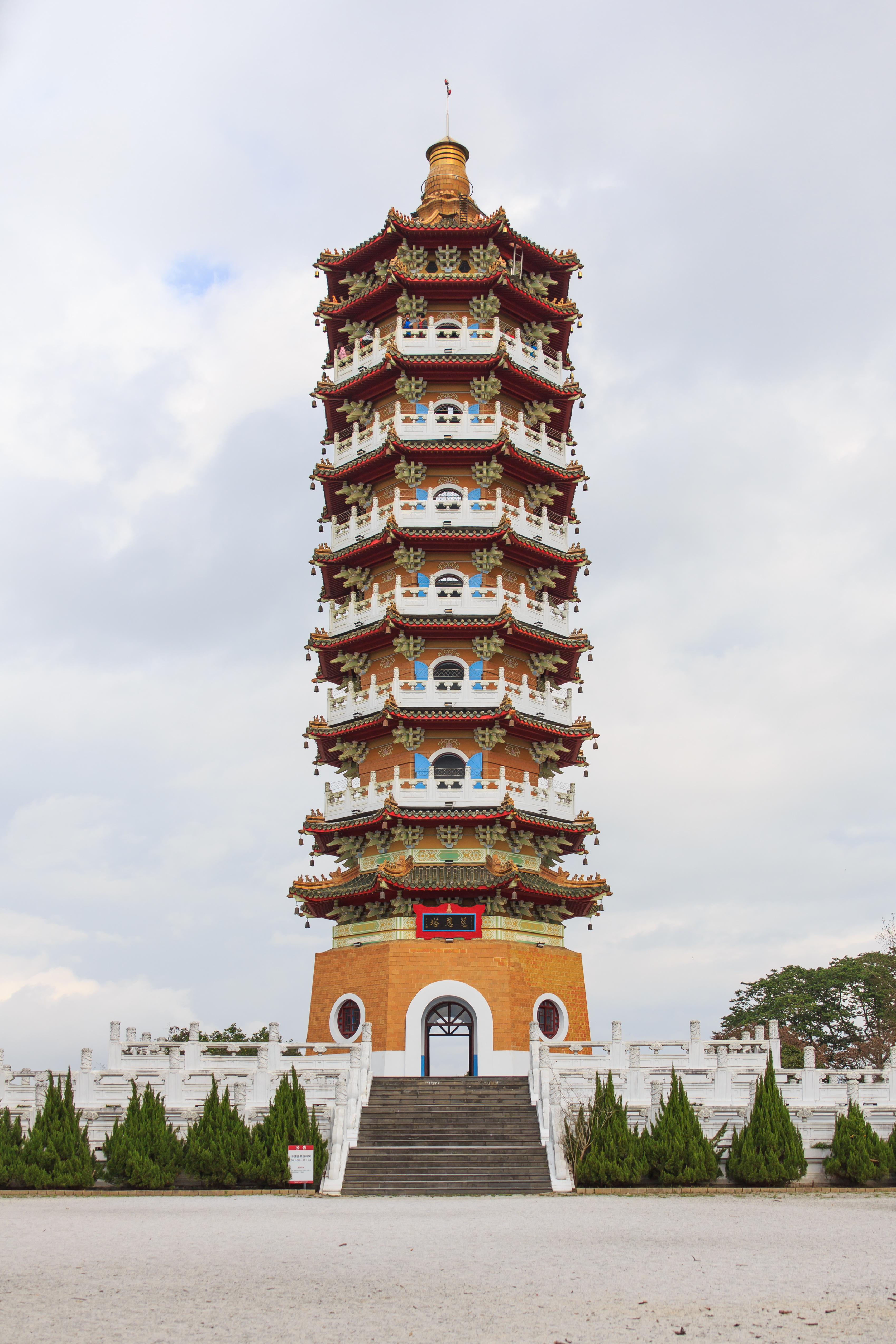
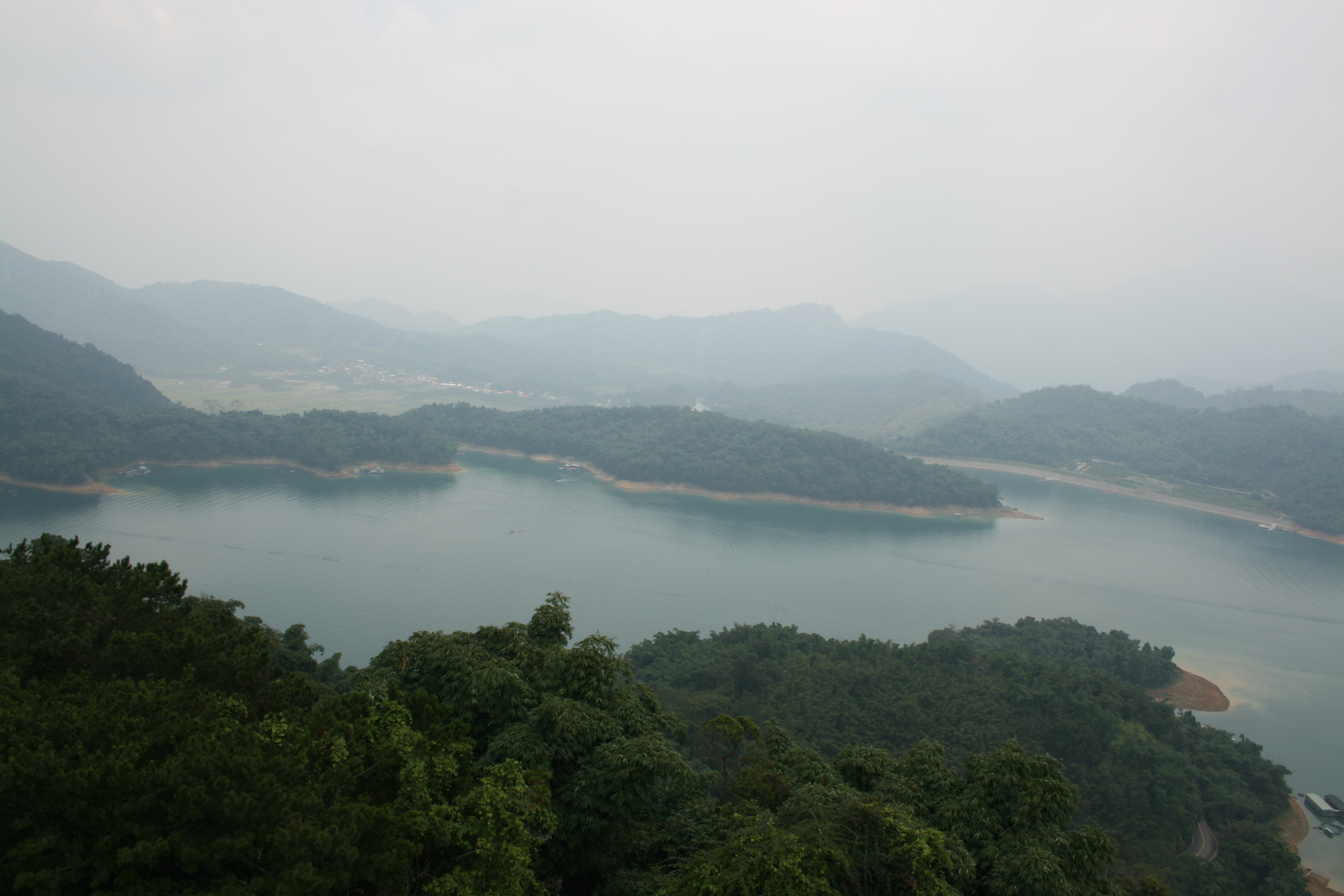
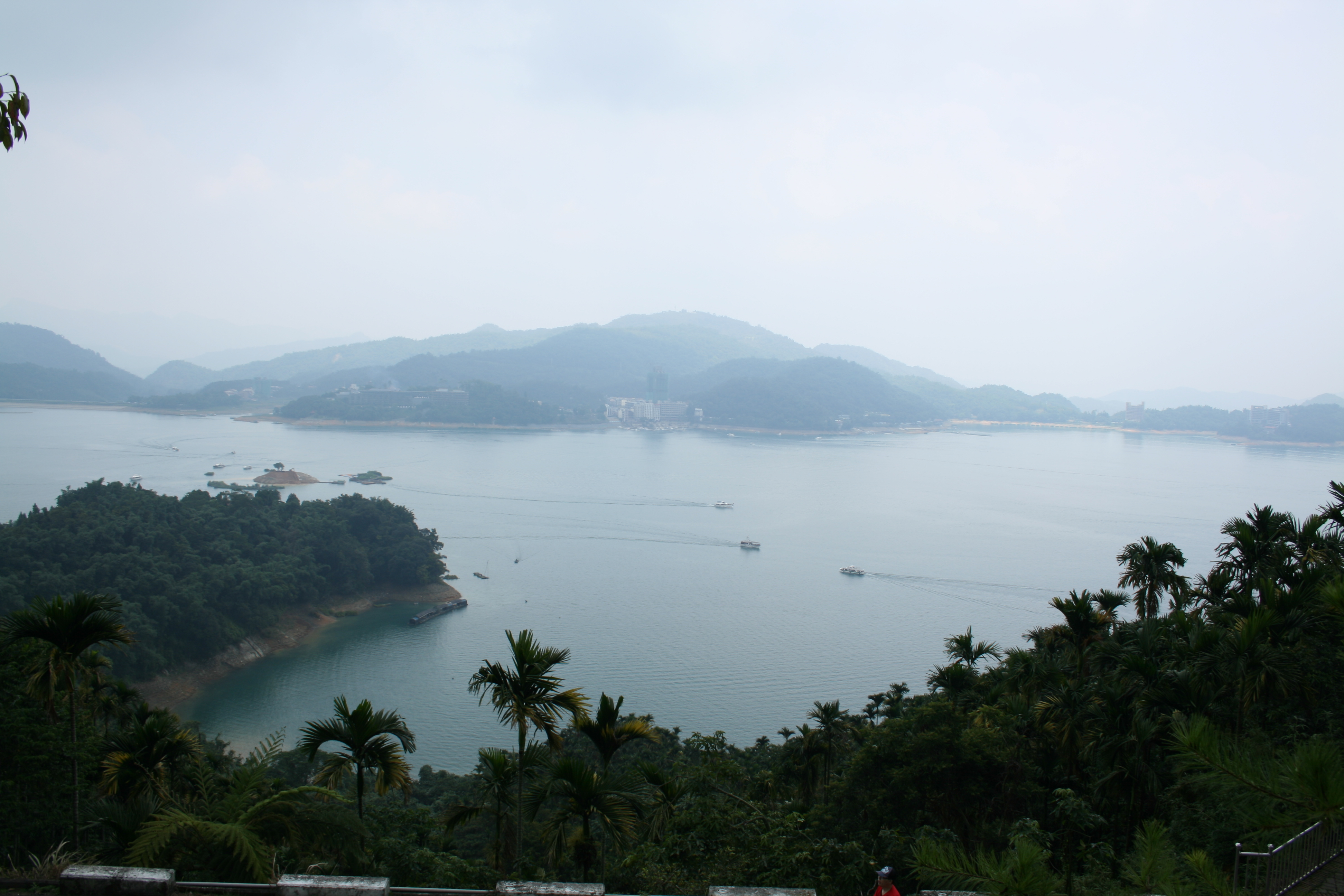
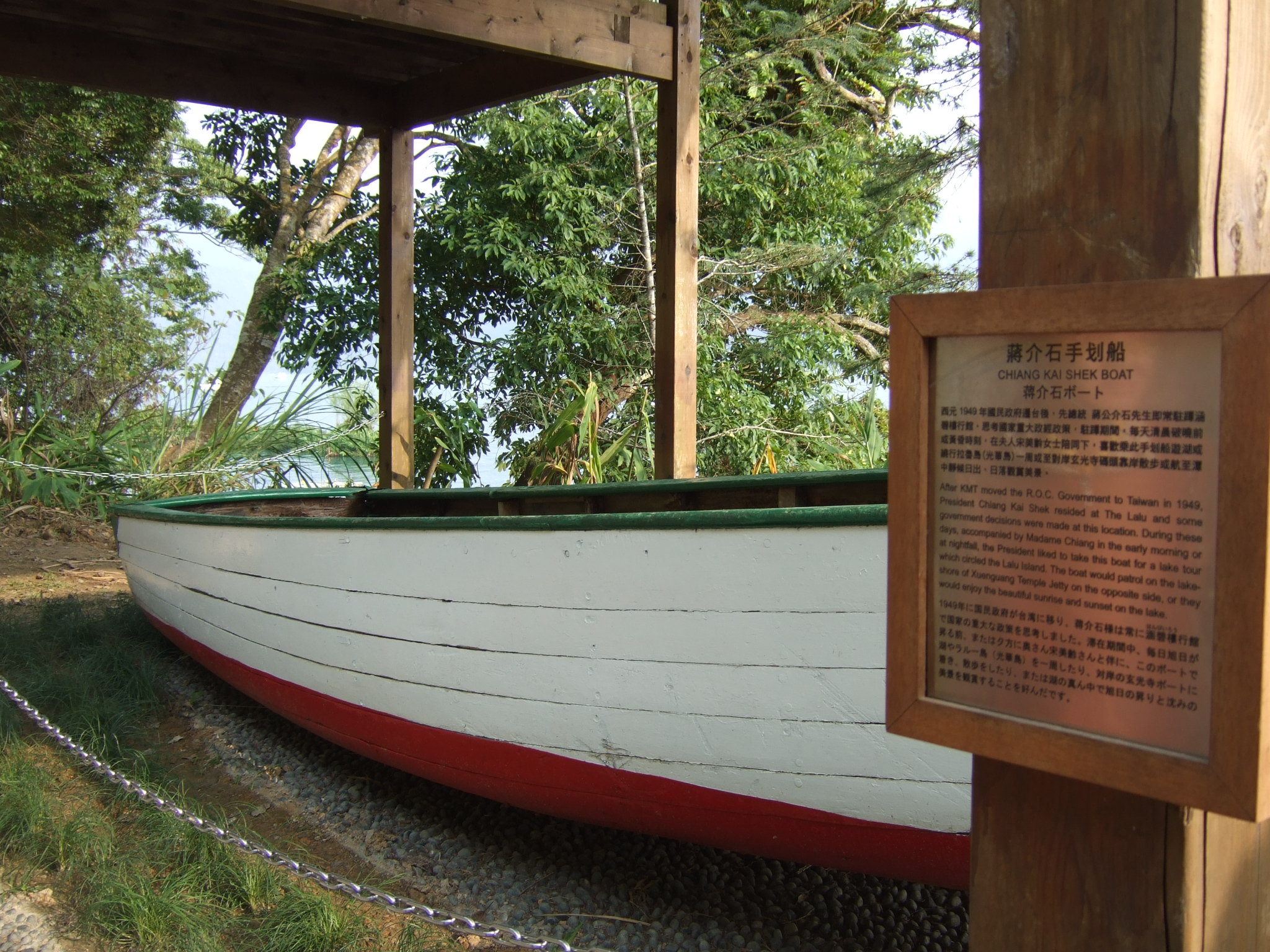

르웨탄호(일월담호, 중국어 정체자: 日月潭, 병음: Rìyuè tán, 백화자: Ji̍t-goa̍t-thâm, 영어: Sun Moon Lake, 타오어: Zintun)는 중화민국 난터우현 위츠향에 있는 대만 최대 호수이다. 이 곳은 타이완의 원주민인 타오족이 거주하고 있는 곳이다.
르웨탄호는 라루섬이라는 이름을 가진 작은 섬을 둘러 싸고 있으며, 이 호수의 동쪽은 태양, 서쪽은 달과 같은 형태를 하고 있어 이러한 이름이 붙었다. 7.93 km2의 면적과 27m의 깊이를 가지고 있다.
- 지리 데이터: 르웨탄호 - 오픈스트리트맵